# Leo Delcroix
Leo Delcroix (Kalmthout, 21 november 1949 – Genk, 2 november 2022) was een Belgisch politicus voor de CD&V en minister van Defensie.

## Carrière

### Politieke loopbaan
Leo Delcroix behaalde in 1972 een licentie in de klassieke filologie aan de Universiteit Antwerpen, in 1976 een licentie in de rechten aan de Katholieke Universiteit Leuven en studeerde nadien ook nog economie aan het Limburgs Universitair Centrum. Van 1975 tot 1978 werkte hij als leraar antieke culturen en talen in het middelbaar onderwijs en van 1976 tot 1977 was hij eveneens assistent arbeidsrecht aan de KU Leuven. Voorts doceerde hij arbeidsrecht aan het Provinciaal Hoger Handelsinstituut in Hasselt en personeelsbeleid aan het Vormingsinstituut in dezelfde stad. Daarenboven was hij van 1979 tot 1983 personeelsdirecteur van de Brouwerijen Alken-Kronenbourg en enkele jaren adjunct-directeur van het Verbond van Kristelijke Werkgevers in Limburg.
Hij werd lid van de CVP-Jongeren van Limburg en was er een tijdlang de voorzitter van. Daarna werd hij provinciaal secretaris van de Limburgse CVP-afdeling, waarna hij in 1984 op vraag van voorzitter Frank Swaelen nationaal partijsecretaris van de CVP werd. Hij bleef deze functie uitoefenen tot in 1991. Van 1991 tot 1995 maakte hij dan als gecoöpteerd senator deel uit van de Senaat.
Van maart 1992 tot december 1994 was hij minister van Defensie in de regering-Dehaene I. Zijn belangrijkste verwezenlijking was de opschorting van de dienstplicht. Hoofdreden hiervoor was dat maar één op de vier jongeren (een op twee mannelijke) tien maanden legerdienst vervulden en dit was niet helemaal rechtvaardig. Daarnaast voerde hij een hervorming van het Belgisch leger door met een aanzienlijke inkrimping van manschappen, wapens en kazernes. Het budget van het leger werd voor vijf jaar bevroren. Hij richtte met Frankrijk en Duitsland het Eurocorps op en zette het Belgisch leger meer en meer in voor vredesoperaties in voormalig Joegoslavië, Somalië, Rwanda.
Bij de Europese verkiezingen van juni 1994 stelde hij zich voor het eerst verkiesbaar en behaalde hij als eerste opvolger met 119.000 voorkeurstemmen een hoge score. Enkele maanden later, bij de gemeenteraadsverkiezingen van oktober 1994, werd hij als lijstduwer op de CVP-lijst verkozen tot gemeenteraadslid van Genk, een functie die van januari tot juni 1995 bekleedde.
In juni 1995 werd Delcroix bij de eerste rechtstreekse verkiezingen voor het Vlaams Parlement van 21 mei 1995 met een ruim stemmenaantal verkozen in de kieskring Hasselt-Tongeren-Maaseik. Hij bleef Vlaams volksvertegenwoordiger tot juni 1999. Tussen juni 1995 en juni 1999 werd hij door het Vlaams Parlement aangewezen als gemeenschapssenator. In de Senaat werd hij verkozen tot quaestor, een functie die hij uitoefende van 1995 tot 1999, en hervormde hij de administratie van deze instelling. In 1999 verliet hij de actieve politiek en stapte hij in het bedrijfsleven, als vertegenwoordiger in dranken.
Delcroix werd gerekend tot de rechterzijde van de CD&V. Hij trok meermalen het nut van het cordon sanitaire tegenover het Vlaams Blok in twijfel.

### Na de politiek
In januari 2001 werd hij zakelijk directeur van de Maastricht School of Management in Nederland. In oktober 2003 nam hij ontslag uit deze functie naar aanleiding van zijn veroordeling in eerste aanleg voor zijn rol in de milieuboxenaffaire. Hij kreeg een opstappremie van 150.000 euro mee.
In april 2010 volgde hij Paul Kumpen op als ondervoorzitter van nv De Scheepvaart (later De Vlaamse Waterweg), een functie die hij tot 2020 uitoefende.
In september 2010 volgde hij partijgenoot Theo Kelchtermans op als voorzitter van de Universiteit Hasselt. In oktober 2019 legde hij die functie vervroegd neer vanwege gezondheidsproblemen. Hij werd opgevolgd door partijgenoot Jo Vandeurzen.

### Problemen
In december 1994 kwam Delcroix negatief in het nieuws in verband met bouwwerkzaamheden aan zijn villa in Bormes-les-Mimosas, door het blad Humo aan het licht gebracht. Aan deze villa hadden klaarblijkelijk enkele Vlaamse postbodes in het zwartgewerkt, die hiervoor één jaar verlof zonder wedde hadden genomen. Op aandringen van zijn toenmalige voorzitter Johan Van Hecke en eerste minister Jean-Luc Dehaene nam Delcroix ontslag als minister.
Hij werd genoemd in andere gerechtelijke onderzoeken die te maken hadden met al dan niet illegale partijfinanciering, zoals de milieuboxenaffaire, het smeerpijpdossier, de miljarden van de Kempense Steenkoolmijnen en de Superclub-KS-affaire, maar werd slechts in één geval officieel beschuldigd.
Voor zijn rol in de milieuboxenaffaire werd hij in 2003 door de correctionele rechtbank in Hasselt schuldig bevonden aan schriftvervalsing. Op 30 juni 2004 werd Delcroix door het hof van beroep alsnog vrijgesproken, mede omdat de feiten waren verjaard.
In 2013 kwam Delcroix in opspraak omtrent zijn rol als adjunct-commissaris (2008-2009) en daarna commissaris (2009-2010) van het Belgisch paviljoen op de wereldtentoonstelling in Shanghai in 2010, omdat er vragen waren over de manier waarop Delcroix de openbare aanbestedingen voor het paviljoen had beheerd. Hij werd hieromtrent in 2012 ondervraagd door het Rekenhof, dat in 2013 vaststelde dat 'zoveel regels met de voeten werden getreden dat controle van de financiën gewoon onmogelijk was'. Ondanks deze uitspraak werd hij in maart 2013 door de regering aangesteld als commissaris-generaal voor de Wereldexpo 2015 in Milaan. In 2017 gaf het Rekenhof andermaal kritiek op het beheer van het Belgische paviljoen op de wereldexpo onder Delcroix.

## Persoonlijk
Leo Delcroix was de neef van wielrenner Ludo Delcroix en neef in de tweede graad van Nathalie Delcroix, zangeres bij Laïs. Zijn hobby was het (mede) uitgeven van culinaire boeken.
Hij overleed op 72-jarige leeftijd, na een langdurige ziekte.